# 奧羅拉鎮區 (北達科他州本森縣)
奧羅拉鎮區（英語：Aurora Township）是位於美國北達科他州本森縣的一個鎮區。

## 地方資料
奧羅拉鎮區的面積為93.31平方千米，當中陸地面積為92.73平方千米，而水域面積為0.58平方千米。根據2010年美國人口普查的數據，當地共有人口32人，而人口密度為每平方千米0.34人。